# Grafički dizajn
Grafički dizajn je vrsta primijenjene umjetnosti koja najčešće uključuje kombiniranje tipografije, ilustracije, fotografije i tiska, kako bi se vizualnom komunikacijom prenijela neka ideja ili poruka, u svrhu informiranja, uvjeravanja ili educiranja. 
U novije se vrijeme grafički dizajn podjednako bavi i novijim tehnologijama, primjerice videozapisima, filmom ili multimedijom. Premda uglavnom vezan uz dvodimenzionalno, ne isključuje i bavljenje trodimenzionalnim objektima (ambalažom, industrijskim dizajnom, dizajnom izložbenih prostora pa čak i arhitekturom). 
Iako oblikovanje formi zahtijeva kreativnost i poznavanje stilova (donedavna su grafički dizajneri u većini slučajeva bili školovani umjetnici: slikari ili grafičari), dvije su bitne značajke koje čine grafički dizajn različitim od umjetnosti i primijenjenih umjetnosti:
- poruku je potrebno oblikovati tako da je prepoznatljiva i razumljiva namijenjenoj publici
- dizajner mora voditi računa o tehničkoj izvedbi.

Prvo korištenje izraza grafički dizajner pripisuje se Williamu Addisonu Dwigginsu 1922. godine, no u širu upotrebu izraz ulazi tek nakon Drugog svjetskog rata. 

## Osnovna podjela
- Dizajn vizualnog identiteta
- Dizajn ambalaže
- Dizajn publikacija
- Signalistika

## Poveznice
- Dizajn
- Web dizajn

## Vanjske poveznice
- Grafički fakultet Sveučilišta u Zagrebu
- Studij dizajna Sveučilišta u Zagrebu
- Odsjek za dizajn vizualnih komunikacija, Umjetnička akademija Sveučilišta u Splitu  Arhivirana inačica izvorne stranice od 22. veljače 2008. (Wayback Machine)
- Informatički dizajn, Tehničko veleučilište u Zagrebu  Arhivirana inačica izvorne stranice od 12. studenoga 2008. (Wayback Machine)
- Odjel za medijski dizajn, Sveučilište Sjever
- Grafički dizajn Hrvatska tehnička enciklopedija, portal hrvatske tehničke baštine. LZMK